# Charley’s Girls
Charley’s Girls (nach Charley’s Girl, einem Lou-Reed-Song) war eine 1977 entstandene Punkband mit Mitgliedern aus Düsseldorf und Köln. Sie gilt als eine der ersten deutschen Punkbands und spielte auch im Ratinger Hof.

## Geschichte
Die Band wurde im März 1977 von Franz Bielmeier und Ramon Luis (später Sten Guns, TV Eyes, Aqua Velva) als „Phantomband“ gegründet; noch bevor eigene Musik entstand oder irgendwelche Auftritte absolviert wurden, wurden Charley's Girls durch Flyer, Plakate, Briefe an die Sounds und Franz Bielmeiers eigenes Punk-Fanzine The Ostrich bekannt gemacht. Die Band existierte zunächst jedoch als reine Idee. Im April 1977 wurde Peter Hein ursprünglich als Bassist rekrutiert, stattdessen übernahm er aber schon bald die Rolle des Sängers. Ansonsten wechselte das Personal der Band häufig; so gehörte in der frühen Phase zum Beispiel Björn Wondracek (später Sten Guns, TV Eyes, Psychotik Tanks) zum erweiterten Kreis der Band.
Gründungsmitglied Ramon Luis stieg Ende 1977 aus der Band aus, um sich auf sein Kölner Bandprojekt Sten Guns bzw. TV Eyes zu konzentrieren. Zum festen Kern gehörte auch relativ früh schon Markus Oehlen (vorwiegend am Schlagzeug), am Bass etablierte sich mit der Zeit Peter Stiefermann. Anfang 1978 gehörte Muscha als zweiter Gitarrist zur Band. In der späten Phase operierte die Gruppe mit einem zweiten Sänger, Gabi Delgado-Lopez (später DAF), der zudem das Diktafon als experimentelles Soundelement einbrachte. Wenig bekannt ist indes über die temporäre Schlagzeugerin Sabrina, die im Februar/März 1978 für zwei Auftritte das Schlagzeug übernahm.
Konzerte von Charley’s Girls gab es unter anderem im Oktober 1977 in Köln im Gymnasium Rodenkirchen (inklusive einer heftigen Saalschlacht, Thema in der Ostrich-Sonderausgabe „Rodenkirchen is burning!“), im Februar 1978 in der Kölner Galerie Oppenheim und im Gemeindezentrum der Düsseldorfer Lutherkirche im Januar 1978, Letzteres offenbar ohne Wissen der Kirchleitung, wie aus dem Bericht des extra angereisten Sounds-Redakteurs Alfred Hilsberg hervorgeht.
Das letzte Konzert von Charley’s Girls war zugleich auch der erste Auftritt von Mittagspause. Die Band hatte sich im Sommer 1978 von Bassist Stiefermann zunehmend entfremdet, so dass sich Bielmeier, Hein, Oehlen und Delgado-Lopez entschieden, die Band aufzulösen und stattdessen eine neue Gruppe ohne Stiefermann zu gründen. Aus den Resten von Charley’s Girls entstand so die fast personalidentische Band Mittagspause. Begangen wurde dieser Wechsel mit einem Konzert im Ratinger Hof in Düsseldorf, als die Band zunächst als Charley’s Girls die Bühne betrat, und dann nach einigen Stücken ihre Auflösung verkündete. Kurz darauf betraten sie die Bühne erneut, stellten sich als neue Band Mittagspause vor und spielten ihr Set zu Ende.
Charley’s Girls veröffentlichten während ihrer aktiven Zeit keine Schallplatten oder sonstige Tonträger, gleichwohl existieren aber zwei Tonaufnahmen von der Band: zum einen ein Mitte 1978 aufgenommenes Demotape (enthält unter anderem frühe Versionen von Testbild, Innenstadtfront und X-9200), das im Internet zumindest in Auszügen zu hören ist, und zum anderen eine Liveaufnahme von ungefähr 20 Minuten Länge, die im März 1978 bei einem Konzert im Düsseldorfer Nachtclub New Orleans entstand. Dieser Livemitschnitt wurde 1993 vom Indie-Label Incognito Records auf Schallplatte veröffentlicht.